# Matej Hrstić
Matej Hrstić (født 11. august 1996 i Ljubuški, Bosnien-Hercegovina) er en kroatisk håndboldspiller som spiller for RK Zagreb og Kroatiens herrehåndboldlandshold.
Han deltog under EM i håndbold 2020 i Sverige/Østrig/Norge.